# Mastacembelus apectoralis
Mastacembelus apectoralis är en fiskart som beskrevs av Brown, Britz, Bills, Rüber och Francis Day 2011. Mastacembelus apectoralis ingår i släktet Mastacembelus och familjen Mastacembelidae. Inga underarter finns listade i Catalogue of Life.